# Oligia agelasta
Oligia agelasta är en fjärilsart som beskrevs av Fletcher 1961. Oligia agelasta ingår i släktet Oligia och familjen nattflyn. Inga underarter finns listade i Catalogue of Life.